# Private optagelser fra Besættelsen 1942-43
|  | Denne artikel er oprettet af botten Steenthbot ud fra en ekstern database. Den kan derfor have sproglige fejl eller mangler. Denne skabelon kan fjernes efter kontrol af indholdet. |

Private optagelser fra Besættelsen 1942-43 er en dansk dokumentarisk optagelse fra 1943.

## Handling
Sporvogn - linie 9, Rådhuspladsen. Gadebilleder fra København. Optagelser af to drenge i en have.